# Присоединение Украины к СССР
Присоединение Украины к СССР — включение формально независимого государства — Украинской Социалистической Советской Республикой — в состав СССР, ставшее следствием подписания Договора об образовании СССР с Российской Социалистической Федеративной Советской Республикой, Белорусской Социалистической Советской Республикой и Закавказской Социалистической Федеративной Советской Республикой, подписанного 29 декабря 1922 года и вступившего в силу на следующий день на I Всесоюзном съезде Советов.
В новейшей украинской историографии установление советской власти на Украине и её пребывание в составе СССР оценивается как «установление коммунистического большевистского тоталитарного режима» и «оккупация с последующей аннексией» Украинской Народной Республики.

## История

### Гражданская война на территории Украины

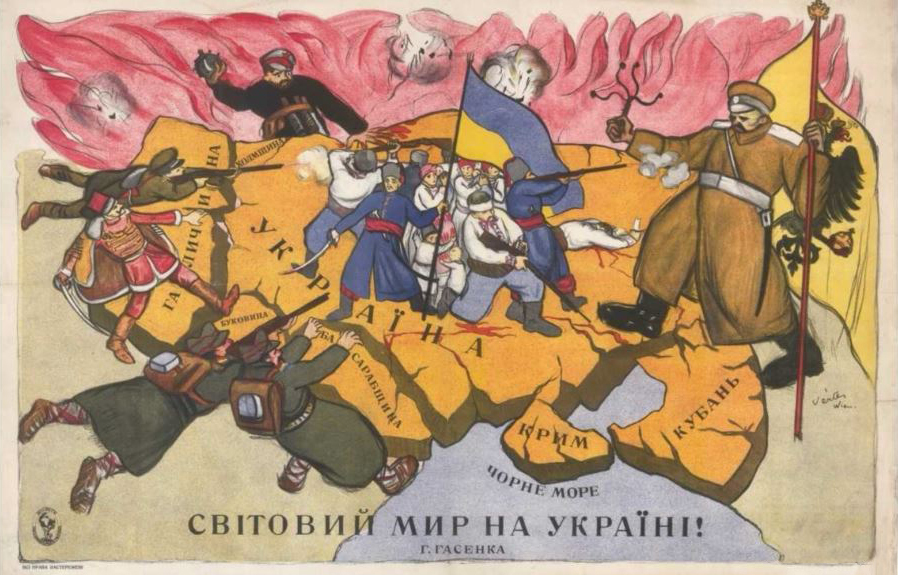
Плакат «Мировой мир на Украине» Юрия Гасенко, 1919 год.

24—25 декабря 1917 года в Харькове большевиками был собран I Всеукраинский съезд Советов, который провозгласил Украинскую Народную Республику Советов рабочих, крестьянских, солдатских и казачьих депутатов в противовес Украинской Народной Республике, которая была создана Третьим Универсалом 20 ноября 1917, и провозгласила независимость Четвёртым Универсалом 22 января 1918. Также был избран Временный центральный исполнительный комитет Советов Украинской Народной Республики Советов, который, в свою очередь, принял на себя всю полноту власти на территории УНР и утвердил состав своего исполнительного органа — Народного секретариата, ставшего первым правительством УНРС. После этого советские войска развернули наступление против Центральной рады. 8 февраля был взят Киев, правительство УНР бежало на запад под защиту австро-германских войск, а подконтрольная ему территория (УНРС) перешла в руки большевиков.
26 декабря 1917 (8 января 1918) года советская власть была установлена в Екатеринославе. 26—27 декабря (8—9 января 1918 года) войска Антонова-Овсеенко захватили крупнейшие промышленные центры Луганск и Мариуполь. В ночь на 28 декабря (10 января) в Харькове местные красногвардейские формирования разоружили два полка УНР и положили конец двоевластию. К 2 (15) января был занят Александровск, что позволило установить связь с Крымом, а силы большевиков расположились для дальнейших действий в направлении Мариуполь — Таганрог — Ростов. 5 (18) января советская власть была установлена в Одессе.
Провозглашение советской власти в Харькове и занятие большевиками ряда промышленных центров на территории Восточной и Южной Украины при сохранении в Киеве власти Центральной рады, декларировавшей самостоятельность Украины, неизбежно вело к переходу борьбы за власть на Украине в острую фазу. В это время под контролем Центральной рады находились Киев, правобережные Волынская губерния и Подольская губерния, а также часть Левобережья — территории Черниговской, Полтавской, Екатеринославской (частично), Херсонской, где держали оборону против советских войск разрозненные войска УНР. 4 (17) января советское правительство Украины официально объявило войну Центральной раде. 5 (18) января Антонов-Овсеенко издал директиву об общем наступлении советских войск против Центральной рады. Главный удар наносился на Полтаву при дальнейшем движении на Киев совместно с большевизированными частями бывшей Русской армии, которые угрожали Киеву с разных сторон, в том числе частями распавшегося Юго-Западного фронта. Общее руководство операцией было возложено на начальника штаба Южной группы войск М. А. Муравьёва.
В это время в Киеве войска, лояльные Центральной раде, уже третий день занимались подавлением большевистского вооружённого восстания. Восстание началось в 3 часа ночи 16 (29) января выступлением на заводе «Арсенал». К нему присоединились рабочие других предприятий города, часть солдат из Богдановского, Шевченковского полков и полка имени Сагайдачного. В защиту Центральной рады выступили отдельные подразделения Богдановского, Полуботковского, Богунского полков, а также Галицко-Буковинский курень сечевых стрельцов и Вольное казачество. Между тем, большинство войск киевского гарнизона (бывшей Русской армии) сохраняли нейтралитет. 19 января (1 февраля) в Киев прорвались части Гайдамацкого коша Слободской Украины под командованием Симона Петлюры, отозванного с фронта для подавления восстания, и Гордиенковский полк с Северного фронта под командованием полковника Всеволода Петрова. 20 января (2 февраля) восставшие были вынуждены отступить на территорию завода «Арсенал». Завод был окружён войсками Центральной рады, подвергся артиллерийскому обстрелу и 22 января (4 февраля) был взят в результате кровопролитного штурма. Восстание было подавлено.
В этот же день войска Муравьёва, подойдя к Киеву, закрепились в Дарнице и начали артиллерийский обстрел города. 27 января (9 февраля) Киев был захвачен, а накануне, в ночь с 25 на 26 января (7-8 февраля), украинское правительство и остатки войск УНР ушли из Киева в направлении Житомира. Через несколько дней в Киев из Харькова переехало украинское советское правительство. 17—19 апреля 1918 года на II съезде Советов советские республики (ДКСР, ОСР, УНРС) были объединены в Украинскую народную республику Советов (УНРС) со столицей в Харькове и революционным правительством — Народным секретариатом. Однако под давлением австро-германских войск, введённых на территорию Украинской советской республики по соглашению с Центральной радой, советские войска были вынуждены покинуть территорию УНРС, и Украинская народная республика Советов фактически прекратила своё существование.
После поражения Центральных держав в Первой мировой войне, в начале 1919 года вся территория Украины вновь оказалась под контролем большевиков, включая Киев. Вместо УСР большевиками было создано сначала Временное рабоче-крестьянское правительство Украины, а потом Украинская Социалистическая Советская Республика, которая была провозглашена как независимая республика 10 марта 1919 года на III Всеукраинском съезде советов (проходил 6—10 марта 1919 года в Харькове, ставшем столицей УССР). При этом в состав УССР были включены не только южные губернии (Новороссия), но и западная часть бывшей Области Войска Донского, ликвидированной большевиками. Таврическая губерния отошла к РСФСР.
Весной 1919 началось наступление войск ВСЮР, которыми были заняты Донбасс, Екатеринослав, Харьков и Одесса. 31 августа белыми был взят Киев (совместно с петлюровцами, которые, однако, немедленно вслед за тем были изгнаны белыми из города). Опираясь на Украину, осенью белые повели наступление на Москву. Однако при этом войска Деникина вынуждены были сражаться на три фронта: на западе Украины они вели бои с армией Петлюры, тогда как в тылу у них успешно оперировала Повстанческая армия Махно. Последняя взяла под контроль обширные районы Приазовья и Екатеринославской губернии, установив в них своеобразную власть крестьянских Советов. В октябре 1919 наступление белых потеряло силу, и Красная Армия перешла в контрнаступление. 12 декабря она вновь взяла Харьков, 16 декабря Киев. К концу года красными был занят Донбасс, и на большей части территории Украины была вновь установлена власть УССР. Белые ещё удерживали фронт на юге (Умань-Елисаветград), но в январе 1920 года они были окончательно разгромлены, и 8 февраля была взята Одесса.
В июне 1919 года, после «майского военно-политического кризиса», руководство Украинской ССР заключило договор с РСФСР об установлении военного и хозяйственного союза. Согласно этому договору летом 1919 года была ликвидирована Украинская советская армия, а в декабре 1920 года произошло «объединение» (фактически — ликвидация украинских) народных комиссариатов УССР и РСФСР: военных и морских дел, внешней торговли, финансов, труда, путей сообщения, почты и телеграфа, советов народного хозяйства.
После распада Австро-Венгерской Империи руководство РСФСР видели Западную Украину как возможный плацдарма для распространения коммунистической идеологии и власти дальше на запад на центральную Европу. Ленин хотел, чтобы Красная армия прошла через территорию западной Украины и Карпат в Венгрию после провозглашения Венгерской Советской Республики в апреле 1919-го. 7 мая Совнарком Украины направил соответствующую ноту правительства ЗУНР, на которую западноукраинское правительство решило не отвечать. Летом, после отступления западноукраинских войск под давлением поляков, командиры галицкой армии проводили тайные переговоры с советским командованием о возможном союзе против поляков, однако безрезультатно.
Во время польско-советской войны 1920 руководство РСФСР создало Галицкую Социалистическую Советскую Республику со столицей в Тернополе. В конце июля Красная армия вошла на территорию Галиции, а 1 августа Галревком перебрался в Тернополь, где принял декрет № 1 «Об установлении советской власти в Галиции». Под вечер 15 сентября началось общее наступление Действующей армии УНР на линии антибольшевистского фронта. 19 сентября в Тернополь вошли силы 6-й польской армии и Действующей армии УНР, а 21 сентября состоялся постфактум роспуске Галревкома и повитревкомив.
Военные действия на польско-советском фронте были прекращены после заключения 9 ноября 1920 польским и большевистским руководством перемирие. Однако уже на следующий день в районе Шаргорода красноармейцы контратаковали украинские дивизии, прорыв фронта в направлении на Копайгород на правое крыло, которое держала пятая Херсонская дивизия армии УНР, и по направлению к Лучинец, где находилась вторая Железная дивизия и Пулемётная дивизия армии УНР. 15 ноября красноармейцы вступили в подольский городок Нежин. 18 ноября состоялось вступление сил Красной армии в Проскуров и станцию Деражня, 20 ноября — в Чёрный Остров и Летичев. После двух недель кровопролитных боев за нехватки патронов и военного снаряжения 21 ноября Действующая армия УНР была вынуждены отступить в Галицию. Переход Действующей армии УНР — до 27 000 воинов — через реку Збруч произошел в районе Волочиска и села Ожиговцы. В тот же день согласно условиям прелиминарного польско-советского договора, польские войска оставили город Новоград-Волынский. 22 ноября советские части вступили в Волочиск.
29 декабря 1922 года на конференции делегаций от съездов Советов четырёх республик: РСФСР, УССР, БССР и ЗСФСР был согласован Договор об образовании СССР. Утверждён и вступил в силу 30 декабря 1922 года на I Всесоюзном съезде Советов. Последняя дата считается датой образования СССР. Утверждение договора юридически оформило создание нового государства в составе четырёх союзных советских республик.

### Сталинский период
После прихода к власти Сталина по всей стране ужесточились репрессии. На Украине и на территориях населенных украинцами (Кубань , Белгородчина , Стародубье) была прекращена политика украинизации, в 1929 начались первые аресты украинских политических и культурных деятелей, отправка их в лагеря и замена их русскими. В 1932—1933 был организован голод путем изъятия у крестьян всего урожая, с одной стороны для подавления сопротивления народа коллективизации а с другой для того чтобы отдать США кредиты которые СССР брал в течение первой пятилетки. Также советским руководством была устроена блокада УССР, то есть крестянам бежавшим от голода был запрещен выезд даже в Россию. В результате голода 1932—1933 на Украине по разным оценкам погибло от 5 до 8 миллионов человек. Пиком сталинских репрессий на Украине стало уничтожение советской властью большинства представителей тогдашней украинской интеллигенции на фоне Большого террора в СССР , часть из них была выслана и заключена (пример : расстрелянные в лесу Сандармох), часть доведена до самоубийства. Все они были посмертно реабилитированы после смерти Сталина за отсутствием состава преступления.

### Присоединение Западной Украины
В марте 1921 года в Риге между Польской Республикой, с одной стороны, и РСФСР и УССР с другой, подписан Рижский мирный договор 1921 года, который закрепил включения восточной Галиции в состав Польской Республики. Что интересно, 12 сентября в ответ на запрос министра иностранных дел Польской республики об участии делегации УНР в работе Рижской конференции нарком иностранных дел РСФСР ответил:
Украинской демократической республики вообще не существует, поскольку Украина является независимой советской Республикой, союзной с Россией, и берет вместе с ней участие в переговорах в Минске и Риге– Чичерин Георгий
16 сентября правительство УНР опубликовал свою ноту протеста по поводу заявления наркома иностранных дел РСФСР от 12 сентября по УНР.
1 сентября 1939 года Германия нападением на Польшу начала боевые действия в Европе, ставшие началом Второй мировой войны. 17 сентября польское правительство бежало на территорию Румынии, после чего на польскую территорию началось вторжение войск РККА. На советско-германских переговорах, проходивших 20—21 сентября, была установлена демаркационная линия между германской и советской армиями. 22 сентября 1939 года во время официальной процедуры передачи города Бреста и Брестской крепости советской стороне прошел торжественный вывод немецких войск и торжественный ввод советских.
Западная Украина до 28 сентября 1939 года входили в состав Польской Республики по итогам Рижского мирного договора 1921 года, западная граница была практически полностью восточнее «линии Керзона», рекомендованной Антантой в качестве восточной границы Польши в 1918 году. В марте 1923 года Парижская Конференция союзных послов утвердила восточные границы Польши.
14 ноября 1939 года третья Внеочередная сессия Верховного Совета УССР постановила: «Принять Западную Украину в состав Украинской Советской Социалистической Республики и воссоединить тем самым украинский народ в едином Украинском государстве». Земли, присоединены к СССР были административно реорганизованы в шесть областей по аналогии с остальными регионами УССР (Дрогобычский, Львовская, Ровенская, Станиславская, Тернопольская и Волынская область). Гражданскую администрацию в регионах было организовано в декабре 1939 года и сформирован в основном из выходцев из России, и лишь 20 % государственных служащих происходило из местного населения. После присоединены земель к СССР более чем 30 000 галицких украинцев из числа интеллигенции и активистов спешно покинули Галицию, найдя убежище на западной окраине этнических украинских земель в Польше (Закерзонья), оказавшихся на другой стороне нового советско-германской границы в рамках Генерального губернаторства.
С принятием и опубликованием Законов СССР и УССР о включении Западной Украины в состав СССР с воссоединением с УССР на территории Западной Украины распространили своё действие Конституция СССР 1936 года и Конституция УССР 1937 года, а также все другие действующие законы Советского Союза и Советской Украины. На этих территориях были начаты различные преобразования, сопровождавшиеся массовыми репрессиями в отношении «классово-чуждых» и «врагов советской власти» и затронувших значительное число этнических поляков, проживавших на этих территориях.
После заключения 30 июля 1941 года Соглашения Сикорского-Майского территория Западной Украины, на тот момент оккупированные гитлеровской Германией, получила неопределённый статус. Обсуждаемый на Тегеранской конференции вопрос о территориях был решён в пользу СССР на Ялтинской конференции и закреплён на Потсдамской конференции. Договором от 16 августа 1945 года между Союзом Советских Социалистических Республик и Польской Республикой «О советско-польской государственной границе» эти территории (с небольшими отступлениями в пользу Польши — Белосток и окрестности, Перемышль и окрестности) были закреплены за СССР. Во 2-й пол. 1940-х — 1-й пол. 1950-х годов происходила незначительная коррекция границ. После окончания нацистской оккупации Третьим Рейхом Западная Украина вновь была присоединена Красной Армией и реинтегрирована в УССР в 1944 году.

### Присоединение Бессарабии и Северной Буковины
Включение Бессарабии, Северной Буковины и области Герца в состав СССР произошло в 1940 году. Советской стороной планировалось военное вторжение в Румынию, но за несколько часов до начала операции король Румынии Кароль II принял ультимативную ноту советской стороны и передал Бессарабию и Северную Буковину СССР. Операция по занятию территории советскими войсками продлилась 6 дней.
26 июня 1940 советский нарком иностранных дел Вячеслав Молотов вручил посланнику Румынии в Москве Георге Давидеску ноту советского правительства, в которой Советский Союз в ультимативной форме требовал: вернуть Бессарабию и северную часть Буковины Советскому Союзу. Румыния, во избежание полномасштабного военного конфликта, быстро согласилась пойти с этих территорий. Несмотря на то, что причиной румынского похода советская пропаганда называла защиту многочисленной украинской общины, по занятии земель политика изменилась. 2 августа 1940 решением Верховного Совета СССР эти территории вошли в состав Советского Союза: Северная Буковина, Южная Бессарабия и регион Герца вошли в состав УССР.

### Великая Отечественная война
В годы Великой Отечественной войны вся территория Украины была оккупирована немецкими войсками. В начале войны одним из отделений Организации украинских националистов была предпринята попытка создания украинского государства под протекторатом Германии, однако оккупационные власти отнеслись к этой идее крайне негативно. В результате некоторые националисты, в частности Степан Бандера, были заключены в концлагеря, другие продолжили сотрудничество с нацистами.
В годы войны на территории Украины широкое развитие получило партизанское движение. Партизанские отряды сражавшиеся против стран Оси формировались по инициативе советских активистов. Самую большую известность получили советское объединение С. Ковпака. С 1943 года действовала националистическая Украинская повстанческая армия, которая декларировала борьбу против немецкой и советской стороны, а также занималась этническими чистками.
Немецкая оккупация Украины отличалась особой жестокостью, особенно по отношению к евреям. Более ста тысяч человек были уничтожены только в Киеве — самое знаменитое место казни мирных жителей — Бабий Яр. Освобождена территория Украины в 1944 году. Вал войны прокатился из конца в конец Украины дважды — сначала с запада на восток, затем с востока на запад. В войну погибло свыше 5 миллионов жителей Украины, а около 2 миллионов было угнано на принудительные работы в Германию. На территории Украины было разрушено около 700 городов и поселков и 28 тысяч сел. Свыше 10 миллионов человек остались без крова. Экономике был нанесен тяжелый урон.

### Последствия
После вхождения украинских земель в состав СССР здесь прошла советизация: начались социалистические преобразования экономики, советская украинизация 1920—1930-х годов, а потом репрессии против интеллигенции, духовенства, бывших политических деятелей, голод, борьба с «вредительством» и ежовщина.
На территории Украины красный террор начался в январе 1918 года с вторжением красногвардейских отрядов Муравьева, во время и после штурма Киева устроил в Киеве резню. По разным подсчетам жертвами резни стали от 2 до 3 тысяч человек. С этого момента насилие и террор стали основными методами утверждения здесь Советской власти .. По выражению В. Г. Короленко, аресты и внесудебные расстрелы политических оппонентов под предлогом борьбы с контрреволюционерами здесь стали привычным, «бытовым явлением» советской действительности.
Действия красногвардейцев в Украине отличались особой жестокостью. Например, Харьковское ЧК использовало скальпирования и «снятие перчаток с кистей рук», в Полтаве и Кременчуге священнослужителей сажали на кол. В Екатеринославе применяли распятие и побивание камнями, в Одессе офицеров привязывали цепями к доскам, вставляя в топку и жарящие, или разрывали пополам колесами лебедок, или опускали по очереди в котел с кипятком и в море.
Трагической страницей истории Украины стало уничтожение советской властью целого поколения украинской интеллигенции, вошло в историю под названием Расстрелянное возрождение (Красный ренессанс). Кульминацией действий советского репрессивного режима стало 3 ноября 1937, когда «в честь 20-й годовщины Великого Октября» в Соловецком лагере особого назначения по приговору Тройки были расстреляны более 100 представителей украинской интеллигенции, среди которых Лесь Курбас, Николай Кулиш, Матвей Яворский, Владимир Чеховский, Валерьян Пидмогильный, Павел Филипович, Валерьян Полищук, Григорий Эпик, Мирослав Ирчан, Марко Вороной, Михаил Козорис, Олекса Слисаренко, Михаил Яловой и другие. На следующий, 1938 года являлись расстреляны Хоткевич и Василий Верховинец. В течение конца 1930-х годов также были расстреляны по разным оценкам от 200 до 337 бандуристов.
После присоединение в течение 1939—1940 годов советскими войсками Галиции, Буковины и Прибалтики, сталинские репрессии распространился и на эти края. Сотни тысяч человек в основном польского населения были депортированы в начале войны в отдаленные районы СССР. В первые месяцы Великой Отечественной войны 1941-45 гг. НКВД без надлежащего отдельного следствия и суда, требовалось согласно тогдашним советским законодательством, расстрелянных десятки тысяч узников тюрем НКВД в Западной Украине, которые ещё раньше были под следствием или отбывали сроки по различным статьям Уголовного кодекса УССР. После окончания Второй мировой войны значительную часть Украинской этих районов были депортированы в Сибирь. С 1944 по 1952 г.. В западных областях Украины подверглось разным видам репрессий в 500 000 человек, в том числе арестовано более 134 тысяч, убито более 153 тыс., Выслано навсегда с УССР более 203 тысяч человек. Террор вместо страха вызывал неприятие советской власти — только за три месяца 1953 военной цензурой были задержаны 195000 писем с Западной Украины за границу с негативной оценкой власти
Накануне и в эпоху Второй мировой войны в Красной армии не прекращались политические репрессии. Большинство из военнослужащих привлекались к ответственности за вымышленными необоснованными обвинениями. 
С началом хрущевской оттепели на ХХ съезде КПСС Никита Хрущев осудил сталинские репрессии. Многие политических заключенных в СССР и странах социалистического лагеря освободили и реабилитировали. Разрешено возвращение на родину для многих народов, репрессированных в 1930-х — 1940-х годах.
В 1972 году достигла своего апогея кампания репрессий против инакомыслящих. Были арестованы Вячеслав Чорновил, Евгений Сверстюк, Тарас Мельничук, Иван Светличный, Иван Дзюба, Михаил Осадчий, Юлий Шелест, Василий Стус, Иван Коваленко и другие. Практически все они были приговорены к длительному заключению и отправлены в лагеря строгого или особого режимов на Урале и в Мордовии. Кроме этого было поставлено систему «карательной медицины». Некоторых оппозиционеров, которых было трудно обвинить в нарушении соответствующих статей уголовного кодекса, объявляли сумасшедшими и запирали в психиатрические больницы специального типа.

#### Религия
После Февральской революции 1917 года на Украине оформилось движение за отделение православной церкви в ряде епархий Юга России от российской государственной власти и одновременно от Православной Российской церкви. 5 мая 1920 года представители Всеукраинской православной рады и активисты украинского националистического движения провозгласили на Украине автокефальную (самостоятельную) украинскую православную церковь. Советская власть сначала относилась к УАПЦ со снисхождением, надеясь использовать её для сопротивления РПЦ, с которой она вела тогда ожесточённую борьбу. Кампания против УАПЦ активизировалась после 1924 года. В её адрес сыпались обвинения в национализме, контрреволюции, «петлюровщине». Осенью 1925 года у УАПЦ начали отбирать церкви в некоторых местах. Епископам запрещали выезжать с места их резиденции и проповедовать, приходы облагались непосильными налогами: в случае несостоятельности общины оплатить требуемую сумму, приход закрывали. В 1926 году начались аресты епископов и священников. Первой жертвой стал популярный архиепископ Харьковский Александр (Ярещенко). За неосторожное высказывание о притеснениях со стороны власти его арестовали и сослали в Среднюю Азию. В 1930 году, ввиду новых политических реалий, УАПЦ приняла решение о самороспуске. Ликвидация УАПЦ закончена в 1935—1937 годах, когда ГПУ арестовало остальных епископов, включая митрополита Ивана (Павловского). В тюрьмах и концлагерях оказалась большинство священников, тысячи верующих.
В 1939 году Западная Украина была занята советскими войсками. Сразу после этого начались репрессии НКВД по УАПЦ. А Московский патриархат начал активные действия, о подчинении польской церкви Москве. На Волынь прибыл патриарший экзарх, архиепископ Николай Ярушевич, местных иерархов было вынуждено приехать в Москву и составить там заявление верности Московской патриархии. На землях, вошедших в состав СССР, находились пять иерархов ППЦ. Из них двое -— Поликарп (Сикорский) и Александр (Иноземцев) отказались признать верховенство Московского патриархата.
11 апреля 1945 советская власть арестовала Архиепископа Иосифа Слепого, а затем был репрессирован и всех других владык. В мае 1945 была создана «Инициативная группа по воссоединению греко-католической церкви с православной», о работе которой Никита Хрущев лично докладывал Сталину. В марте 1946 во Львове состоялся собор, на котором провозглашена ликвидация Греко-Католической Церкви, значительную часть ее имущества передано Русской православной церкви, а верующих и духовенство насильно заставляли отрекаться от своей Церкви.
Встреча председателя Президиума Верховного Совета СССР Николая Подгорного с Папой Павлом VI 30 июня 1969 также привела к возникновению бесплодных, как оказалось, надежд на быстрый перелом в ватикано-советских переговорах о легализации Грекокатолической церкви.
Но, так же как в 1957 г., перспектива того, что УГКЦ выйдет из подполья, заставила Русскую православную церковь в 1968 г. требовать от власти заверения недопущения этого. В октябре 1968 началась новая волна репрессий против Украинской грекокатолической церкви. Её кульминацией в 1968—1969 годах был арест и заключение епископа Величковского и двух подпольных священников. В провинции пустые церкви, используемые грекокатоликами, уничтожались местными властями или использовались для различных светских целей; несколько было преобразовано в музеи атеизма. В некоторых местностях дошло до столкновений между милицией и верующими, а в нескольких случаях верующие были грубо избиты или временно задержаны милицией. На священников, замеченных при отправлении службы, накладывались штрафы.
Эта новая волна репрессий совпала с атакой Москвы на политические выступления на Украине, проявлением которых была поддержка украинскими диссидентами восстановления Грекокатолической церкви. Начало 1970-х годов также характеризовалось значительным ростом клеветнических и угрожающих публикаций в средствах массовой информации.
В 1946—1989 Греко-Католическая Церковь была вынуждена действовать в подполье. С середины 1980-х в Украине начался процесс возрождения УГКЦ, возглавляемый митрополитом Владимиром Стернюком и подпольной иерархии. Переломными событиями были многотысячный молитвенный поход во Львове в Собор Святого Юра 17 сентября 1989, с требованием легализации УГКЦ в Советском Союзе, и встреча Папы Иоанна Павла II с главой Советского государства Михаилом Горбачевым в декабре этого же года. Эти события положили начало возрождению легальной структуры УГКЦ.
15 февраля 1989 при поддержке проукраинских сил в Киеве начал действовать инициативный комитет по восстановлению Украинской Автокефальной Православной Церкви в Украине. Его основной целью было возрождение УАПЦ и регистрация общин Церкви. 22 октября 1989 на Соборе священников и мирян во Львове было провозглашено возрождение УАПЦ. Возглавил возрожденную Церковь внештатный епископ Московского Патриархата Иван (Бондарчук).

### Выход Украины из состава СССР
Находясь под давлением общественных настроений, 16 июля 1990 Верховным Советом Украинской СCP была принята Декларация о государственном суверенитете Украины. Это была не первая декларация такого типа в СССР как Литве и РСФСР. Поскольку большинство в Верховном Совете республики формально составляли коммунисты в тот же день депутаты Верховного Совета УССР приняли Декларацию во исполнение резолюции съезда. Однако Декларация о государственном суверенитете Украины далеко опередила декларацию России и резолюцию КПУ. Это фактически была программа построения независимого государства. Практически все положения Декларации противоречили действующей на то время Конституции УССР. Но заключительным в Декларации стало положение о том, что принципы Декларации о суверенитете Украины будут использованы для заключения нового союзного договора.
19 августа 1991 с целью возвращения общества к предыдущим порядкам была осуществлена попытка государственного переворота. Его инициаторы — представители высшего государственного руководства СССР — заявили, что в связи с якобы болезнью президента СССР М. Горбачева его обязанности будет исполнять Г. Янаев, а страной будет руководить Государственный комитет по чрезвычайному положению. Но главные события развернулись в Москве. Центром сопротивления стал Верховный Совет РСФСР, вокруг которого собрались тысячи защитников демократии, были возведены баррикады. Сопротивление ГКЧП возглавил Президент Российской Федерации Б. Ельцин. На его призыв, десятки тысяч людей вышли на улицы столицы и перекрыли бронетехнике и войскам путь к зданию Верховного Совета РСФСР.
24 августа 1991 года внеочередная сессия Верховного Совета Украинской ССР приняла Акт провозглашения независимости Украины и постановление «О провозглашении независимости Украины», объявившие Украину независимым демократическим государством, на территории которого, в соответствии с Актом, действуют только украинские Конституция и законодательство. Документ установил дату 1 декабря 1991 года днём проведения республиканского референдума в подтверждение Акта (одновременно с выборами первого президента Украины). Провал выступления ГКЧП имел катастрофические последствия для КПСС. 30 августа Президиум Верховной Рады Украины запретил деятельность Компартии Украины как составной части КПСС.
1 декабря 1991 года Акт о независимости был подтверждён всеукраинским референдумом — за его одобрение проголосовало 90,32 % участников референдума при явке 84,18 %. Первыми пятью государствами, признавших независимость Украины стала Канада, Польша, Венгрия, Латвия и Литва.
5 декабря 1991 года Верховная Рада Украины приняла обращение «К парламентам и народам мира», в котором объявила, что «Договор 1922 года о создании Союза ССР Украина считает относительно себя недействительным и недействующим».

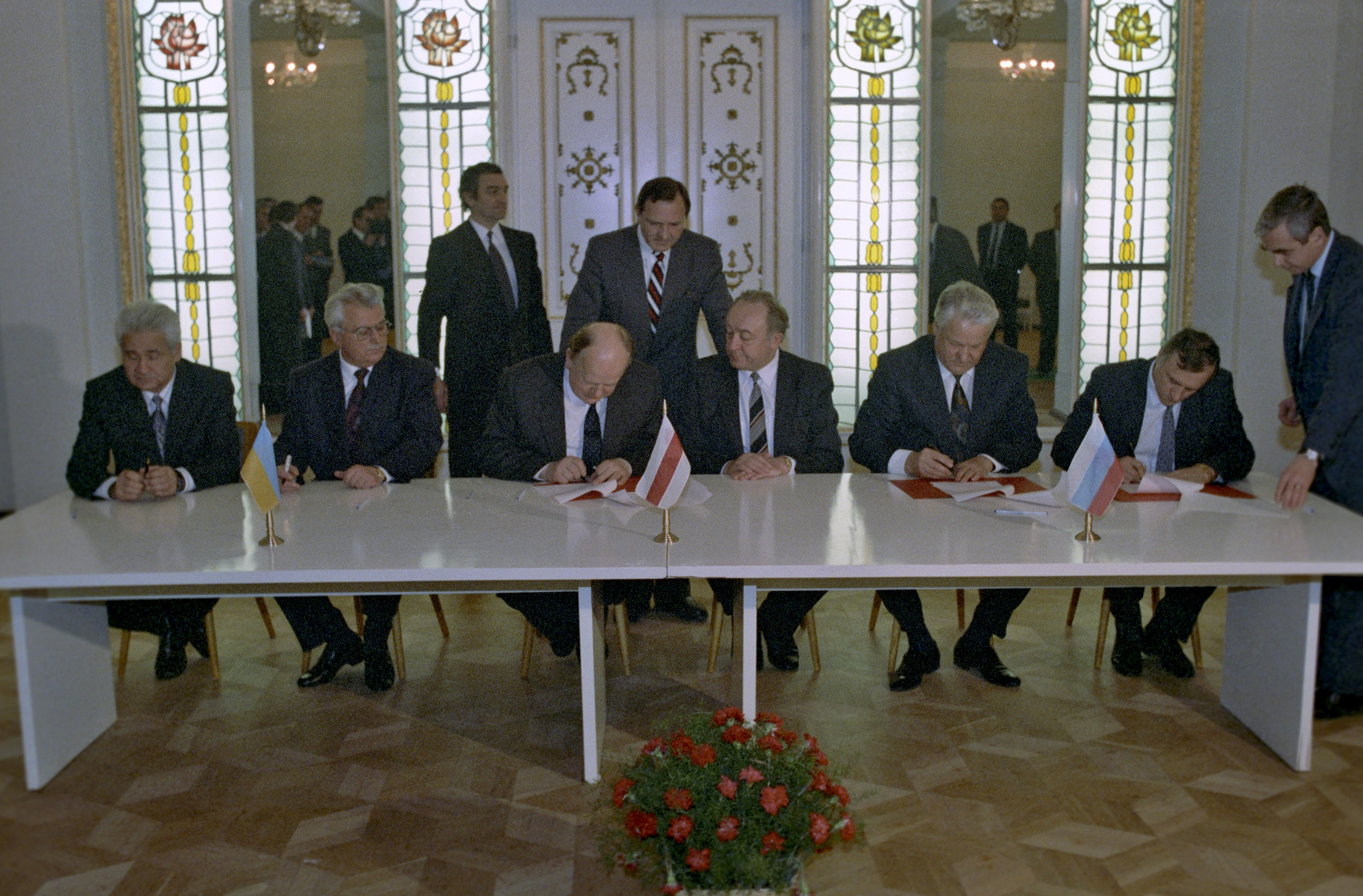
Подписание соглашения о создании Содружества Независимых Государств (СНГ) и официальная констатация факта распада СССР, 8 декабря 1991 года

7-8 декабря 1991 на территории Республики Беларусь, в Беловежской пуще под Брестом, состоялась встреча Председателя Верховного Совета Республики Беларуси С. Шушкевича, Президента РСФСР Ельцина и Президента Украины Кравчука. Итогом её стали официальная констатация факта распада СССР, заключение соглашения о создании Содружества Независимых Государств (СНГ). 10 декабря Верховная Рада ратифицировала соглашение. Однако украинский парламент в 1993 году не ратифицировал Устав Содружества, и Украина никогда не была членом СНГ, имея только ассоциированное членство, которое завершилось в 2018 году с выходом из всех органов СНГ.

## Современная политика

### Республика Беларусь

Государственные флаг с гербом Белорусской Народной Республики и бывшие государственные символы Республики Беларусь, которые сейчас используют различные оппозиционные группы.

3 октября 2020 года белорусский государственный телеканал СТБ («Столичное телевидение») подписал Украину как «бывшая Украинская Советская Социалистическая Республика», что вызвало возмущение в украинском обществе. Причина этой политической провокации — ухудшение отношений между Республикой Беларусь и Украиной после того, как украинские власти осудили фальсификацию президентских выборов Республики Беларусь в 2020 году, их результаты, самопровозглашение президента Александра Лукашенка и подавление протестов в Белоруссии.
Кроме того, государственный телеканал подготовил сюжет о литовцах, которых интересуют расходы белорусской оппозиции Светланы Тихановской, которая живёт «в лучшей гостинице страны», а не в центре для беженцев. В данном случае Литва упоминалась как «бывшая Советская Литовская Республика». Другой сюжет программы посвящен Польше, которая была подписана как «бывшая Польская Народная Республика». В нём рассматриваются вопросы нарушения прав детей.

### Российская Федерация
Руководство Российской Федерации не признает оккупацию территорий бывшей Российской Империи, после распада которой образовались национальные государства. Официальной позицией России является то, что все территории, добровольно присоединились к СССР.
В интервью в июне 2021 года Владимир Путин раскритиковал вступление Украины в НАТО, заявив, что украинцы — это один народ с русскими, а Украина — советско-большевистское образование:
Стоит вспомнить, как Украина возникла как государство. Это продукт советского периода. Большевики создали Советский Союз, в частности Союзные республики и Украину. Напомним, что эти территории вошли в состав Русского Государства или процесс их воссоединения с Россией начался в 1654 году после Переяславской Рады. Потом те люди, которые жили в этой местности, считали себя русскими. Возможно, я подготовлю на эту тему отдельную статью. Я подумаю об этом.– Владимир Путин

### Украина
По состоянию на 2001 год. Процессуальные действия по репросованих жертв незаконных репрессий было в целом завершено просмотренных 307.450 архивных уголовных и следственных дел. За ними реабилитирован 248.710 человек, отказано в реабилитации, в соответствии с действующим законодательством Украины, 117.243 лицам. Лишь к 1 января 1998 органами прокуратуры рассмотрено 122,8 тыс. Обращений граждан по вопросам реабилитации. Всего на Украине реабилитирован до 440 тыс. Человек (из них 132 тыс. — за «хрущевской оттепели»). В рамках государственной политики памяти официальное чествование жертв политических репрессий (День памяти жертв голодомора и политических репрессий) впервые введен указом президента Украины от 31 октября 2000 № 1181.
В 2001 году в Киеве был создан музей советской оккупации, который отражает преступления коммунистического режима в период 1917—1991 гг. на Украине. Целью музея является информирование украинской и мировой общественности о ещё малоизвестные страницы трагической истории Украины коммунистического периода. Также в Киеве есть музей советской оккупации под открытым небом.
Указом Президента Украины от 21 мая 2007 № 431 установлено ежегодное празднование в третье воскресенье мая Дня памяти жертв политических репрессий «с целью чествования памяти жертв политических репрессий, привлечения внимания общества к трагическим событиям в истории Украины, вызванным насильственным внедрением коммунистической идеологии, возрождения национальной памяти, утверждения нетерпимости к любым проявлениям насилия против человечества».
Для закрепления в национальной памяти проблемы репрессий особое значение имеет выявление и мемориализации соответствующих мест памяти — мест массовых казней и захоронений жертв. На Украине по состоянию на 2010 г.. выявлено как минимум 18 мест массовых захоронений жертв политических репрессий.
В 2015 году Украина осудила преступления коммунистического тоталитарного режима Законом «Об осуждении коммунистического и национал-социалистического (нацистского) тоталитарных режимов на Украине и запрет пропаганд их символики».

Директор Украинского института национальной памяти Владимир Вятрович заявлял в 2016 году о том, что украинцы должны говорить о советской оккупации. В 2016 году он утвердительно заяив, что советский период украинской истории является оккупацией, и Украина должна заявить о том, что является преемницей Украинской Народной Республики, которая существовала в 1917—1921 годах. Было отмечено, что Акт провозглашения независимости Украины с 1991 года нужно рассматривать именно как восстановление независимости Украины, как в Эстонии, Латвии и Литве. Эти государства отмечают свои дни независимости, начиная отсчет с 1918 года, а не 1990—1991 гг.

Большой государственный герб УНР

## Правопреемство Украины
Сейчас Украина юридически определена в Декларации о государственном суверенитете Украины от 16 июля 1990 и в Законе Украины от 12 сентября 1991 «О правопреемстве» как правопреемница УССР. После 1991 года звучали законодательные инициативы изменить это правопреемство на УНР для того, чтобы «восстановить историческую справедливость». Также некоторые документы содержат неформальные определения, прямо или косвенно провозглашают правопреемстве Украины от других государств украинского народа: Киевской Руси, Королевства Русского, Гетманщины, Украинской Народной Республики, Украинской державы и Западно-Украинской Народной Республики. Неформальность такого правопреемства также подтверждается передачей Президентом УНР в изгнании Николай Плавьюк 22 января 1992 клейнодов новоизбранному Президенту Украины Леониду Кравчуку и сложении с себя полномочий Президента УНР. Это событие пока считается символической, поскольку оно не имело никаких правовых последствий, хотя Кравчук заверил делегацию УНР, что вскоре будет разработан регламент использования государственных символов, и, что важно, подчеркнул:
Этот акт должен напомнить всем, что Украина ведет свою родословную, свою политическую, государственную биографию от исторических времен, которые предоставляют силу и величие нашего народа - от времен Киевской Руси, Королевства Русского, Казацко-гетманского государства и Украинской Народной Республики— Леонид Кравчук
22 января 2018 в мероприятиях посвященных 100-летию провозглашения независимости Украинской Народной Республики Петр Порошенко подчеркнул преемственность государственной традиции:
Современная Украина – наследница многовековых государственно-национальных традиций, возрожденных во время и вследствие Украинской революции 1917–1921 гг.. Идея государственной самостоятельности, поставлена на повестку дня и закаленная во время Революции, стала мощной материальной силой. Она определила весь дальнейший ход истории Украины.
В тот же день, группой депутатов в Верховную Раду Украины был подан проект закона № 7521 «О правопреемстве Украины относительно Украинской Народной Республики». Суть этого документа сводится к тому, что современное украинское государство должно провозгласить себя правопреемницей УНР, а не УССР, как это формально сейчас, со всеми производными от этого последствиями.
3 октября 2019 в Верховной Раде Украины был зарегистрирован проект постановления, которым предлагалось перенести дату празднования Дня Независимости на дату провозглашения IV Универсала УНР — 22 января, а 24 августа оставить выходным днем, переименовав в «День восстановления Независимости Украины» как в странах Балтии. По мнению нардепа Оксаны Савчук, празднование Дня Независимости нужно перенести 22 января — в день провозглашения в 1918 году IV Универсала. К тому же, дата провозглашения независимости УНР, совпадает с Днем соборности, когда 22 января 1919 году произошло объединение Украинской Народной Республики и Западно-Украинской Народной Республики.
УЦОКО в программе ВНО по истории Украины указывает событий 24 августа именно как «восстановление независимости Украины». (30 тема, страница 33)[значимость факта?]